# Gymnerythrops microps
Gymnerythrops microps är en kräftdjursart som beskrevs av Coifmann 1936. Gymnerythrops microps ingår i släktet Gymnerythrops och familjen Mysidae. Inga underarter finns listade i Catalogue of Life.